# Wybory parlamentarne na Cyprze w 1981 roku
Wybory parlamentarne na Cyprze odbyły się 24 maja 1981 roku. Zwyciężyła w nich Postępowa Partia Ludzi Pracy, która zdobyła 32,77% głosów i 12 mandatów. Druga była Koalicja Demokratyczna, na którą zagłosowało 31,92% wyborców. Dało jej to 12 miejsc w parlamencie. Ogółem w Izbie Reprezentantów zasiedli przedstawiciele czterech ugrupowań.

## Wyniki
| Nazwa partii                          | Głosy   | Procent | Mandaty | +/- |
| ------------------------------------- | ------- | ------- | ------- | --- |
| Postępowa Partia Ludzi Pracy (AKEL)   | 95 364  | 32,77%  | 12      | +3  |
| Koalicja Demokratyczna (DISY)         | 92 886  | 31,92%  | 12      | +12 |
| Partia Demokratyczna (DIKO)           | 56 749  | 19,50%  | 8       | -13 |
| Ruch na rzecz Socjaldemokracji (EDEK) | 23 772  | 8,17%   | 3       | -1  |
| Παγκύπριο Αγωνιστικό Μέτωπο           | 8 115   | 2,79%   | 0       | -   |
| Ένωση Κέντρου                         | 7 968   | 2,74%   | 0       | -   |
| Νέα Δημοκρατική Παράταξη              | 5 584   | 1,92%   | 0       | -   |
| Niezależni                            | 583     | 0,2%    | 0       | -1  |
| Suma                                  | 295 602 | 100%    | 35      | -   |